# Список заповідних територій Грузії (країни)

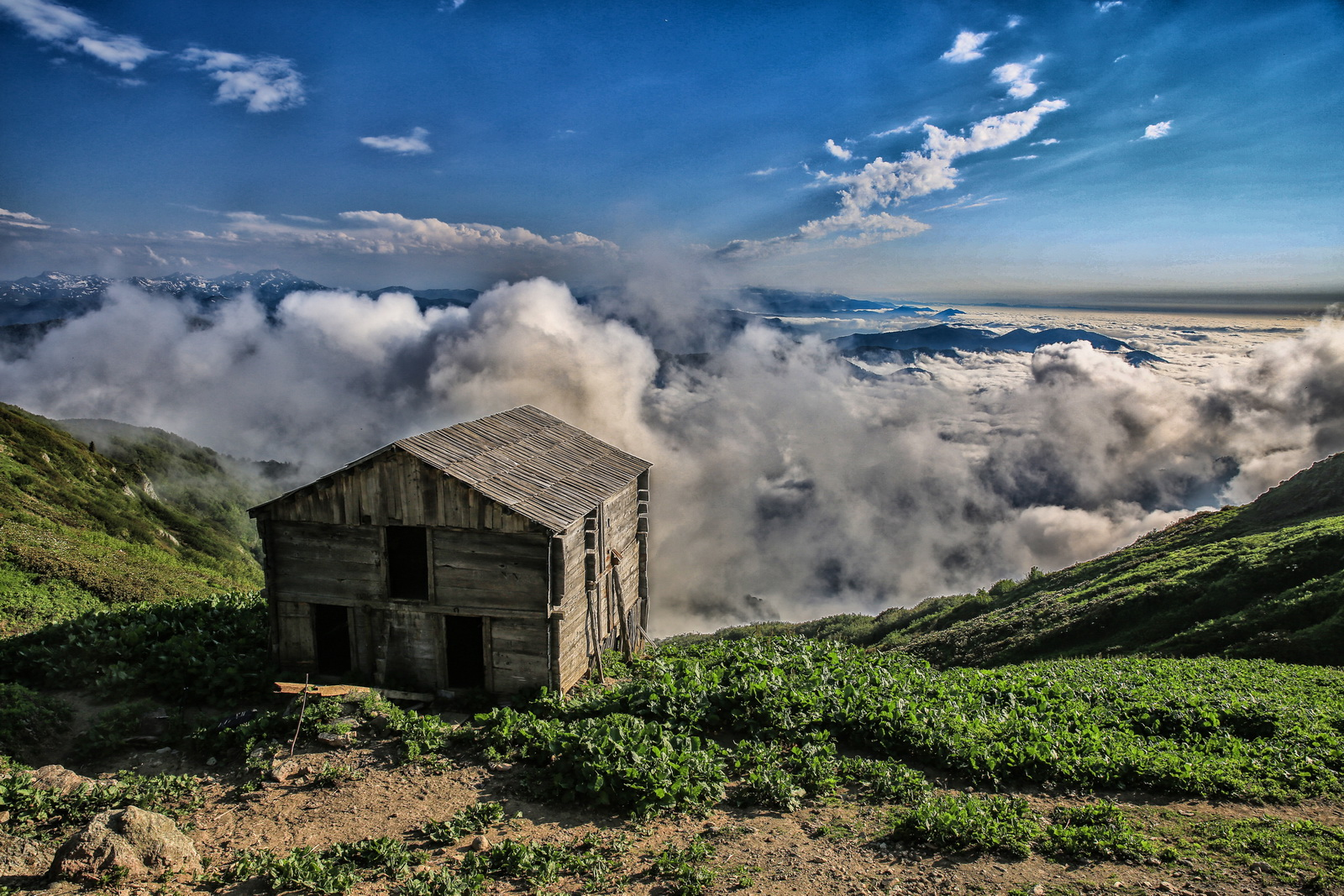
Вид на національний парк Кінтріші

Південно-кавказька країна Грузії є домівкою для кількох природоохоронних територій, які отримують охорону через їхню екологічну, культурну чи подібну цінність. Найстаріша з них – тепер відома як Лагодехська заповідна територія – датується 1912 роком, коли Грузія була частиною Російської імперії.
Загальна площа охоронюваних сухопутних територій Грузії становить 6 501 км2 (2 510 миля2), що становить приблизно 9,29% території країни. Крім того, 153 км2 (59 миля2) морської зони, що охороняється, або 0,67% територіальних вод країни. Загалом існує 89 природоохоронних територій, у тому числі 14 природних заповідників, 12 національних парків, 20 керованих природних заповідників, 40 природних пам’яток, 2 Рамсарські території та 1 охоронюваний ландшафт. Заповідники займають 140 672 га, а національні парки займають 276 724 га. Загальна кількість відвідувачів заповідних територій Грузії становила трохи менше 1,2 мільйона у 2019 році.

## Суворі природні заповідники
| Назва                                     | Регіон             | Муніципалітет                       | Заснований | Координати                                                                  | Площа      | Категорії природоохоронних територій МСОП |
| ----------------------------------------- | ------------------ | ----------------------------------- | ---------- | --------------------------------------------------------------------------- | ---------- | ----------------------------------------- |
| - Бабанеурський заповідник                | Кахетія            | Ахметський муніципалітет            | 2003       | 42°05′15″ пн. ш. 45°23′55″ сх. д. / 42.08750° пн. ш. 45.39861° сх. д.       | 15.16 km2  | Ia                                        |
| - Бацарі                                  | Кахетія            | Ахметський муніципалітет            | 2003       | 42°14′41″ пн. ш. 45°15′06″ сх. д. / 42.24472° пн. ш. 45.25167° сх. д.       | 55.48 km2  | Ia                                        |
| - Bichvinta-Miuseri Strict Nature Reserve | Abkhazia           | Gagra District and Gudauta District | 1965       | 43°10′27″ пн. ш. 40°25′32″ сх. д. / 43.17417° пн. ш. 40.42556° сх. д.       | 75.33 km2  | Ia                                        |
| - Borjomi Strict Nature Reserve           | Samtskhe-Javakheti | Borjomi Municipality                | 1929       | 41°49′39.1″ пн. ш. 43°16′01″ сх. д. / 41.827528° пн. ш. 43.26694° сх. д.    | 237.5 km2  | Ia                                        |
| - Кінтришський заповідник                 | Аджарія            | Кобулетський муніципалітет          | 1959       | 41°44′57″ пн. ш. 42°02′04″ сх. д. / 41.74917° пн. ш. 42.03444° сх. д.       | 55.86 km2  | Ia                                        |
| - Kobuleti Strict Nature Reserve          | Аджарія            | Кобулетський муніципалітет          | 1998       | 41°51′47″ пн. ш. 41°48′09″ сх. д. / 41.86306° пн. ш. 41.80250° сх. д.       | 5.7 km2    | Ia                                        |
| - Лагодехський заповідник                 | Кахетія            | Лаґодехський муніципалітет          | 1912       | 41°54′00″ пн. ш. 46°20′00″ сх. д. / 41.90000° пн. ш. 46.33333° сх. д.       | 356.98 km2 | Ia                                        |
| - Liakhvi Strict Nature Reserve           | Шида-Картлі        | Akhalgori Municipality              | 1977       | 42°23′05″ пн. ш. 44°15′04″ сх. д. / 42.38472° пн. ш. 44.25111° сх. д.       | 120.22 km2 | Ia                                        |
| - Природний заповідник Маріамджварі       | Кахетія            | Сагареджойський муніципалітет       | 1935       | 41°46′07″ пн. ш. 45°22′38″ сх. д. / 41.76861° пн. ш. 45.37722° сх. д.       | 18.41 km2  | Ia                                        |
| - Псху-Гумістинський заповідник           | Aбхазія            | Сухумський район                    | 1941       | 43°20′44″ пн. ш. 41°00′29″ сх. д. / 43.34556° пн. ш. 41.00806° сх. д.       | 733.48 km2 | Ia                                        |
| - Ріцинський заповідник                   | Aбхазія            | Гудаутський район                   | 1930       | 43°29′24″ пн. ш. 40°37′04″ сх. д. / 43.49000° пн. ш. 40.61778° сх. д.       | 311.0 km2  | Ia                                        |
| - Сатаплійський заповідник                | Кахетія            | Ахметський муніципалітет            | 1935       | 42°18′58.2″ пн. ш. 42°40′21.6″ сх. д. / 42.316167° пн. ш. 42.672667° сх. д. | 6.04 km2   | Ia                                        |
| - Tusheti Strict Nature Reserve           | Kakheti            | Akhmeta Municipality                | 2003       | 42°22′53.6″ пн. ш. 45°36′46.2″ сх. д. / 42.381556° пн. ш. 45.612833° сх. д. | 231.51 km2 | Ia                                        |
| - Vashlovani Strict Nature Reserve        | Kakheti            | Dedoplistsqaro Municipality         | 1935       | 41°09′17.5″ пн. ш. 46°32′49.6″ сх. д. / 41.154861° пн. ш. 46.547111° сх. д. | 176.12 km2 | Ia                                        |

## Національні парки
- Алгетський національний парк
- Боржомі-Хараґаулі
- Національний парк Джавахеті
- Казбезький національний парк
- Національний парк Кінтріші
- Національний парк Колхеті
- Національний парк Мачахела
- Національний парк Мтірала
- Тбіліський національний парк
- Національний парк Тушеті
- Вашловані
- Національний парк Пшав-Хевсуреті

## Керовані заповідники
- Керований заповідник Аджаметі
- Керований заповідник Аса
- Бугдашенський керований заповідник
- Керований заповідник Чачуна
- Гардабанський керований заповідник
- Керований заповідник Ільто
- Іорський керований заповідник
- Керований заповідник Карцахі
- Керований заповідник Катсобурі
- Ханчалинський керований заповідник
- Керований заповідник Кобулеті
- Керований заповідник Коругі
- Керований заповідник Кція-Табацкурі
- Лагодехський керований заповідник
- Керований заповідник Мадатапа
- Заповідник «Недзві».
- Керований заповідник Сатаплія
- Керований заповідник Сулда
- Керований заповідник Тетробі

## Пам'ятки природи
- Пам'ятка природи Мінеральне озеро Абано
- Пам'ятка природи Алазанські заплавні ліси
- Пам'ятка природи Афрцівський (Орлиний) яр
- Пам'ятка природи Каньйон Балда
- Пам'ятка природи Печера Бгері
- Пам'ятка природи Біртвісі
- Пам'ятка природи «Скельні колони Бодорна».
- Пам'ятка природи Каньйон Дашбаші
- Пам'ятка природи Печера Дідгеле
- Пам'ятка природи Габзарулі Тба
- Пам'ятка природи печера Гліана
- Природна пам'ятка Каньйон Гачеділі
- Пам'ятка природи «Скам'янілий ліс Годердзі».
- Пам'ятка природи Яцонська печера
- Пам'ятка природи Йортська печера
- Травертиновий Пам'ятка природи перевал Джварі
- Кетерісі Мінерал Воклюз
- Пам'ятка природи «Печера Хомули».
- Пам'ятка природи Печера Мелоурі
- Пам'ятка природи Печера Мотена
- Пам'ятка природи Водоспад Мухура
- Пам'ятка природи печера Нагареві
- Пам'ятка природи Печера Навенахеві
- Пам'ятка природи печера Назоделаво
- Пам'ятка природи Очхомурський водоспад
- Пам'ятка природи водоспад Кінчха
- Пам'ятка природи Каньйон Окаце
- Пам’ятки природи «Водоспад Оніоре» та «Перша печера Тоба».
- Пам'ятка природи «Печера Прометея».
- Пам'ятка природи Водоспад Річка Абаша
- Пам'ятка природи печера Сакаджя
- Пам'ятка природи Скеля Сахізарі
- Пам'ятка природи каньйон Самшвільде
- Пам'ятка природи печера Сацурбля
- Пам'ятка природи Солкотська печера
- Пам'ятка природи Тахті-Тефа
- Пам'ятка природи Печера Тетра
- Водоспад Тоба і печера Арсена Окроянашвілі, пам'ятка природи
- Пам'ятка природи Травертини Трусо
- Пам'ятка природи ущелини Цкалцитела
- Пам'ятка природи Печера Цуцхваті

## Рамсарські території
- Водно-болотні угіддя Центральної Колхетії
- Ispani Mire [1]

## Заповідні ландшафти
- Заповідний ландшафт Тушеті

## Заплановані природоохоронні території
- Заповідні території Центрального Кавказу [2]
- Планований керований заказник «Хвамлі».
- Планований національний парк Тріалеті